# LaFayette Motors Corporation
La LaFayette Motors Corporation è stata una casa automobilistica statunitense attiva dal 1919 al 1924. Il nome fu un tributo al marchese de la Fayette, politico e generale protagonista della rivoluzione americana e di quella francese.

## Storia

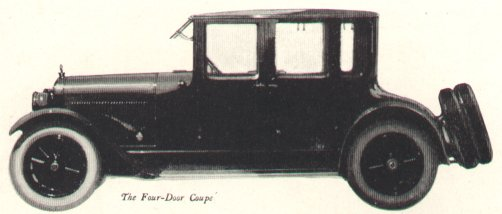
Un modello di autovettura LaFayette del 1921

La LaFayette Motors Corporation è stata fondata nel 1919 a Indianapolis, nell'Indiana. La produzione di autovetture iniziò l'anno successivo, nel 1920. L'azienda si focalizzò sull'assemblaggio di auto di lusso. Su un modello LaFayette venne montato, per la prima volta nella storia dell'industria automobilistica, un orologio elettrico.
Nel 1921 Charles W. Nash, già presidente della Nash Motors, ottenne il controllo della LaFayette. Per i primi tempi, i due marchi continuarono ad essere legati a due aziende distinte, sebbene la Nash Motors fosse l'azionista di maggioranza della LaFayette.
Negli anni venti iniziarono a circolare voci su una possibile fusione della LaFayette con la Pierce-Arrow, con la Rolls-Royce oppure con la General Motors.
Nel 1922 la produzione della LaFayette fu spostata da Indianapolis a Milwaukee, nel Wisconsin.
Nel 1924 la Nash Motors acquisì l'intero pacchetto azionario della LaFayette. Poco dopo, il marchio fu ritirato dal mercato. Gli stabilimenti di Milwaukee vennero convertiti alla produzione di motori per autovetture Ajax, che era un modello prodotto dalla Nash Motors.
Dal 1934 al 1940 la Nash Motors produsse la Nash LaFayette, che richiamava il nome della LaFayette Motors Corporation.